# Philippe Stevens
Philippe Albert Joseph Stevens (ur. 30 marca 1937 w Quaregnon, zm. 7 grudnia 2021) – belgijski duchowny rzymskokatolicki posługujący w Kamerunie, w latach 1995–2014 biskup Maroua-Mokola.

## Życiorys
Święcenia kapłańskie przyjął 13 lipca 1980. 11 listopada 1994 został prekonizowany biskupem Maroua-Mokola. Sakrę biskupią otrzymał 15 stycznia 1995. 5 kwietnia 2014 przeszedł na emeryturę.